# Bolitoglossa synoria
Bolitoglossa synoria là một loài kỳ giông trong họ Plethodontidae.
Nó được tìm thấy ở El Salvador và Honduras.
Các môi trường sống tự nhiên của chúng là các khu rừng vùng núi ẩm nhiệt đới hoặc cận nhiệt đới và các khu rừng trước đây bị suy thoái nặng nề.
Nó bị đe dọa do mất môi trường sống.